# Amastris maculata
Amastris maculata är en insektsart som beskrevs av William D. Funkhouser. Amastris maculata ingår i släktet Amastris och familjen hornstritar. Inga underarter finns listade i Catalogue of Life.